# هويل ماريون إستس الثالث
هويل ماريون إستس الثالث (بالإنجليزية: Howell M. Estes III)‏ هو ضابط أمريكي، ولد في 16 ديسمبر 1941 في سان أنطونيو في الولايات المتحدة.